# Света Петка (Хрупища)
Вижте пояснителната страница за други значения на Света Петка.
„Света Петка“ или „Света Параскева“ (на гръцки: Αγίας Παρασκευής) е православна църква в град Хрупища (Аргос Орестико), Егейска Македония, Гърция. Храмът е част от Костурската епархия и заедно със „Свети Нектарий“ е един от двата енорийски храма в града.
Храмът в османско време е джамия, известна като Джумая джамия (Τζουμά τζαμί), една от четирите в османския Хрупища. Според легендата на нейно място преди османското завоевание е имало църква, посветена на Света Петка. След превръщането ѝ в джамия минарето на храма постоянно падало, докато в него не била върната иконата на Света Петка и пред нея не било палено кандило. В двора на храма е имало мюсюлманско гробище.
В 1925 година, след изселването на мюсюлманското население на града в Турция, джамията е частично разрушена и превърната в християнска църква с подкрепата на депутата Йоанис Захос. Основният камък е положен на 5 октомври 1925 година от митрополит Йоаким Костурски и храмът е осветен на 6 септември 1931 година от същия епископ. При митрополит Доротей Костурски в двора е построен голям духовен център, обновен по-късно от кмета Михаил Захос.
Към енорията на „Света Параскева“ принадлежат следните храмове:
- „Успение Богородично“, гробищна църква, построена в 1859 г., разрушена в 1970 година и построена наново до 1974 г.;
- „Свети Николай“, построен в 1885 г. върху развалините на по-стар храм, опожарен в 1952 г. и възстановен с помощта на учителката Аглая Кирязи;
- „Свети Илия“, външна църква, построена в 1969 г.;
- „Успение Богородично“ в Лагор, построен в 1860 г. върху развалините на по-стар храм;
- „Свети Атанасий“ в Семаси, построен върху развалините на по-стар храм;
- „Света Ирина“, при полицията;
- „Света Варвара“, на летището;
- „Света Богородица Фанеромени“, на днешния пазар, построен в 1890 г., разрушен в 1940 г.[2]